# 編隊 (航空機)

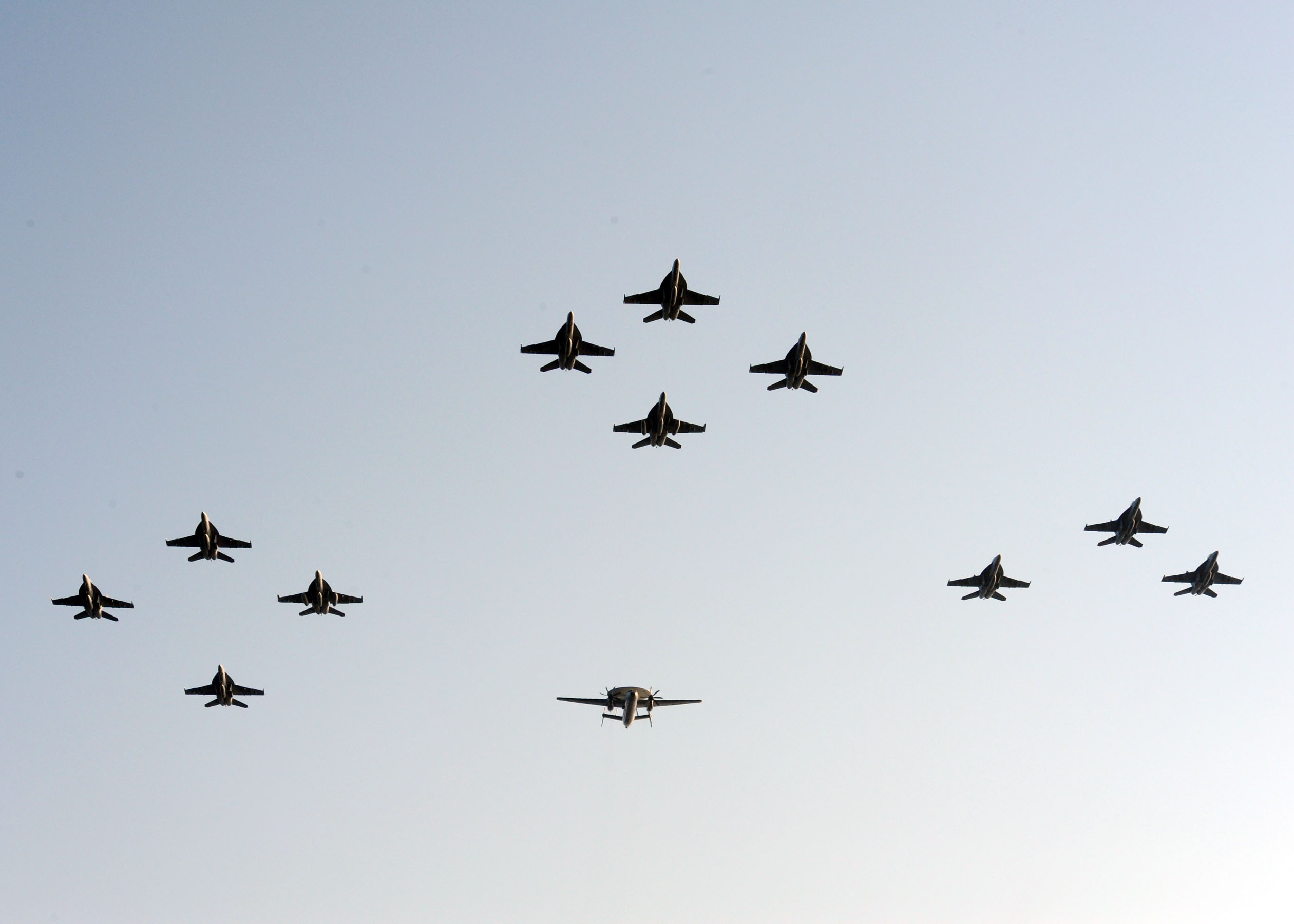
F/A-18 ホーネットで構成される2つのダイヤモンドと1つのデルタにE-2C ホークアイが加わり、大きなダイヤモンドを形成した編隊

航空機における編隊（へんたい、Formation flying）は、2機以上の航空機が飛行する際に組む隊形。ここでは、編隊を組んで飛行する編隊飛行も紹介する。

## 軍事

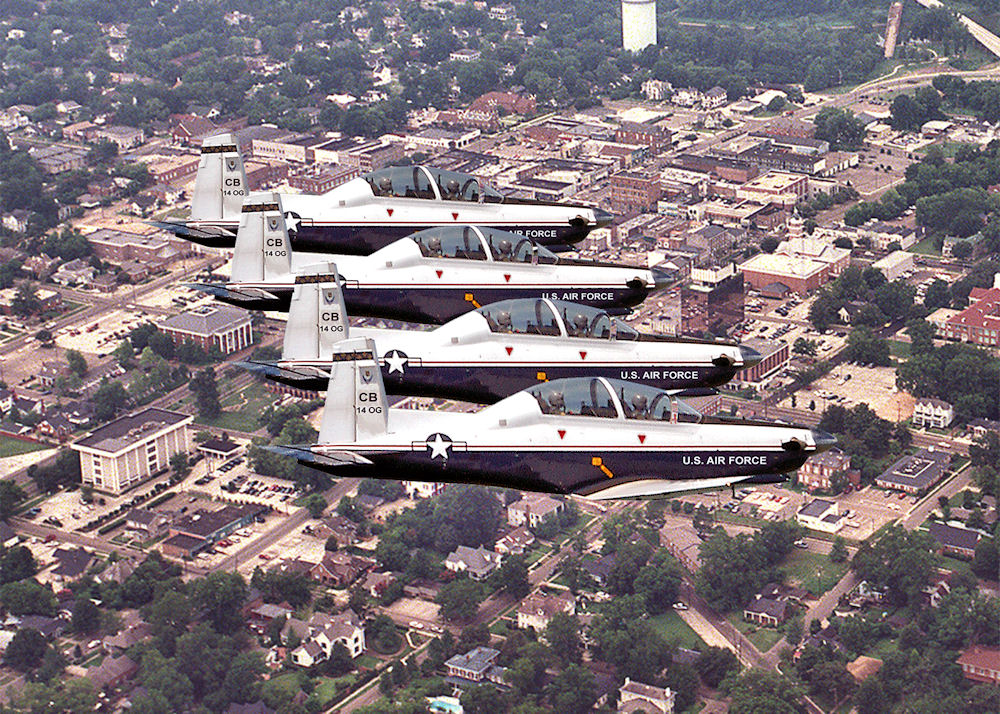
4機アブレストで飛行するT-6 テキサンII

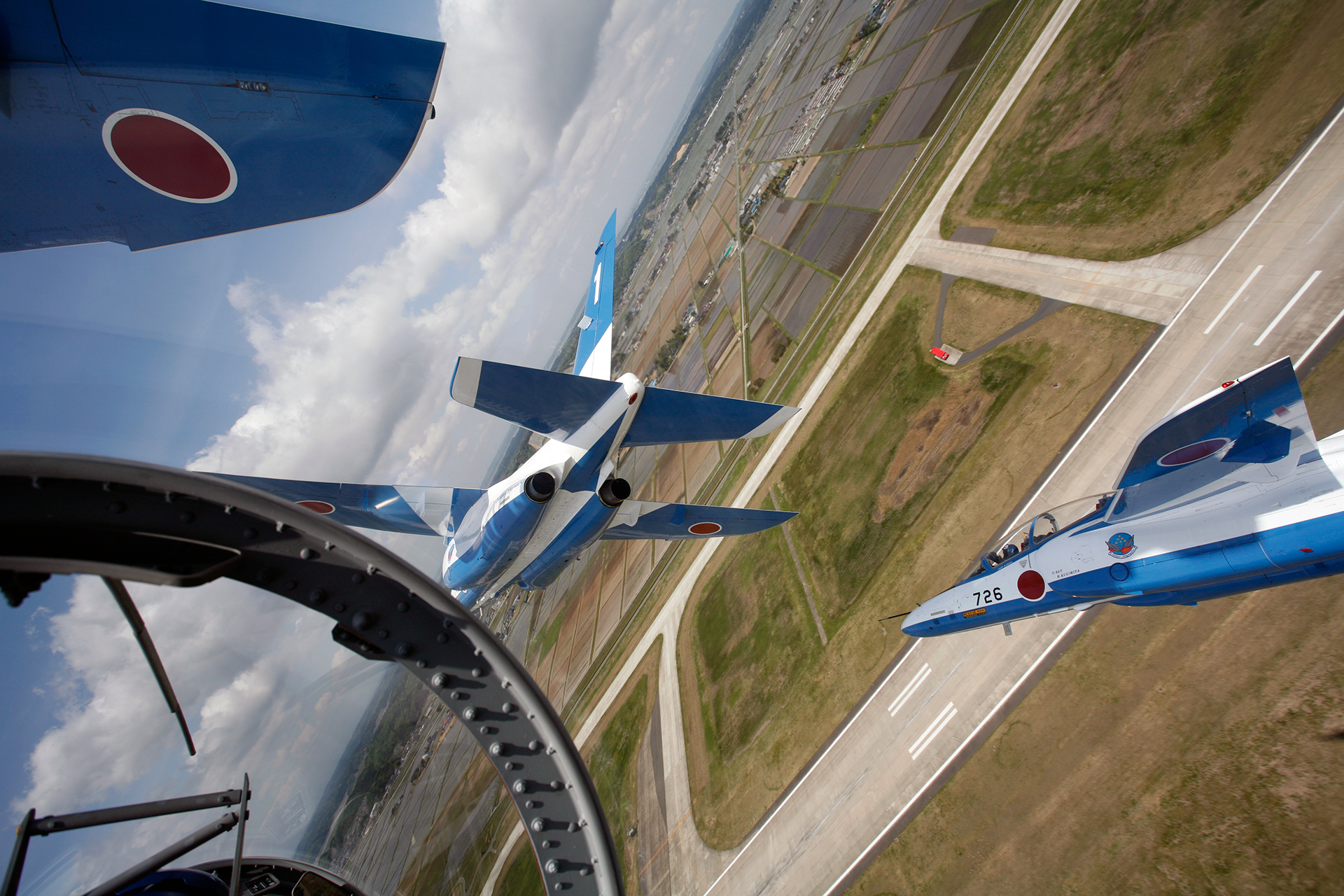
編隊飛行中のブルーインパルス

相互の監視、火力の集中など戦術的な観点から、同じポイントへ移動する場合には基本的に編隊を組んで飛行する。軍用機には編隊灯と呼ばれる補助的な航空灯が装備されることが多い。異なる機種で編隊を組む場合は推力や機動性の違いから事故が起きやすく、安全を考慮して間隔を広げることが多い。また、ヘリコプターはメインローターが吹き下ろす風があるため直下には侵入できず、編隊は平面配置のみとなる。
編隊を組むことによって燃費も向上する。それは第二次世界大戦頃から戦闘機パイロットの間で経験的に知られていた。
軍のパイロットにとって編隊飛行は必須の技能であり、養成段階で訓練が行われている。また、編隊長となるための認定試験も別途行われており、指揮できる機数にも段階がある。例として、航空自衛隊では指揮できる機数に応じ2機編隊長（EL、エレメント・リーダー）、4機編隊長（FL、フライト・リーダー）、多数機編隊長（ML、マス・リーダー）となっている。
軍の曲技飛行隊では演目として極度に接近させた編隊飛行を披露することもある。

### 戦闘機

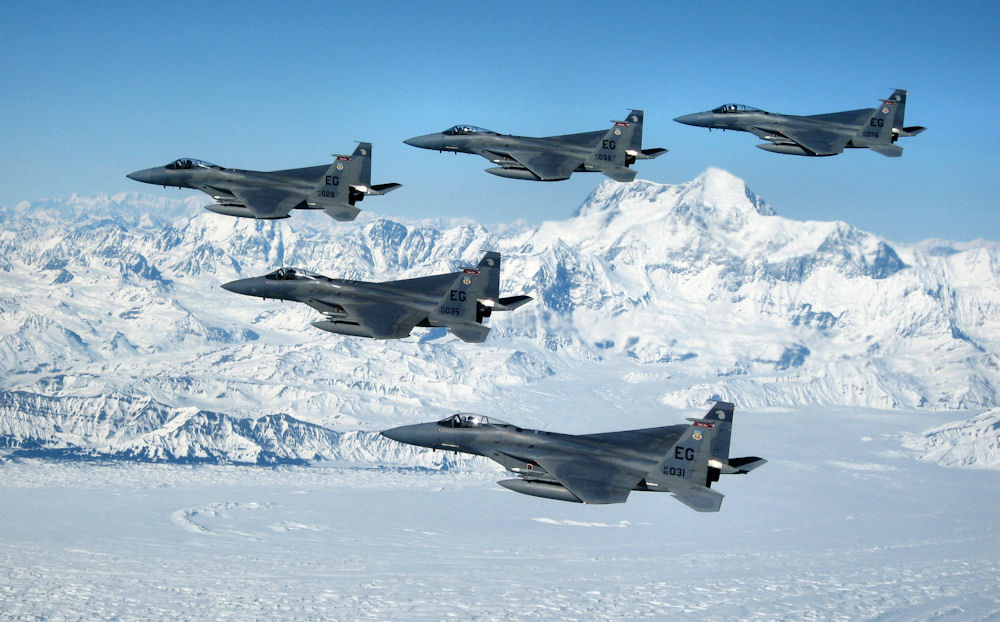
5機V字で飛ぶF-15 イーグル

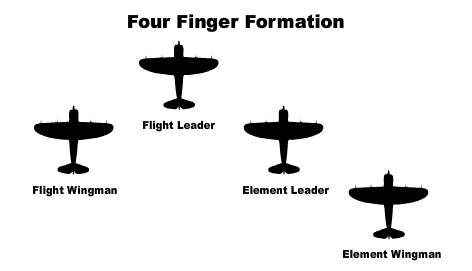
フィンガー・フォーの図

戦闘機同士の航空戦は、第一次世界大戦では1対1が中心であったが、飛行機や武装の性能向上と数の増大で新しい傾向が生まれてきた。その1つが編隊空中戦闘の思想である。空戦では各個で行動するが、有利な態勢で空戦を開始するための全体大勢の指導や、終末後の集結帰還の指導が重視された。
また、編隊の最小単位は3機1組が主流となったが、1938年のスペイン内戦でドイツ空軍コンドル軍団のヴェルナー・メルダースがロッテ戦術を考案したことを端緒に、最小単位は2機1組が主流に変わっていった。
ロッテ戦術では、長機（リード）を僚機（ウイングマン）が援護する形を採っていた。ドイツ空軍はロッテ編隊2個による4機編隊をシュバルムとして構成した。ドイツではロッテ・シュバルム以前には3機によるケッテ編隊が主流だったが、編隊の相互支援はタイミングが重要で、3機というのはそのタイミングを合わせるのが難しかった。このシュバルムが親指を除いた4本指のような隊形となるため、これを模倣したイギリス空軍は「フィンガー・フォー」と呼称する4機の編隊を組んだ。2機1組の2個4機が最少戦闘単位として各国に広まり、飛行隊の定数は4の倍数の12機や24機になることが多くなった。
後に基本の2機をエレメント（分隊）、2個エレメントを1個フライト（小隊）と呼称するエシュロン隊形を採用したアメリカ海軍が1942年に相互支援の戦術として「サッチウィーブ」を取り入れるなど、編隊による様々なマニューバも取り入れられていった。

### 戦闘機以外

12機のB-17によるコンバット・ボックス

アメリカ海軍は第二次世界大戦中に、艦上哨戒機の戦法として捜索レーダーによって目標を探知するハンター機と、要撃レーダーおよびサーチライトによって目標を捕捉・攻撃して撃破するキラー機がペアになって行動するハンターキラーと呼ばれるシステムを研究しており、専用機としてAF ガーディアンが開発された。この機体は常に2機編隊で行動し、ハンターが潜水艦を発見すると目標ポイントにキラーが移動する。その後、航空機と対潜機材の発達により、ハンターとキラーの能力を一機種にまとめたのが標準となったが、特定の海域を重点的に捜索する際に複数機で捜索パターンを形成し、磁気探知機により位置を特定する際には機体間を潜水艦がすり抜けないように間隔を詰めたアブレストで低空を飛行するため、哨戒機のパイロットにも編隊飛行の訓練が行われている。
爆撃機は、絨毯爆撃時に目標の地形に合わせた編隊を組んで爆撃を行う。またアメリカ軍では迎撃機からの防御手段として10機以上が密集した編隊を形成するコンバット・ボックスにより、弾幕の密度を上げて接近を防いでいた。

## 民間

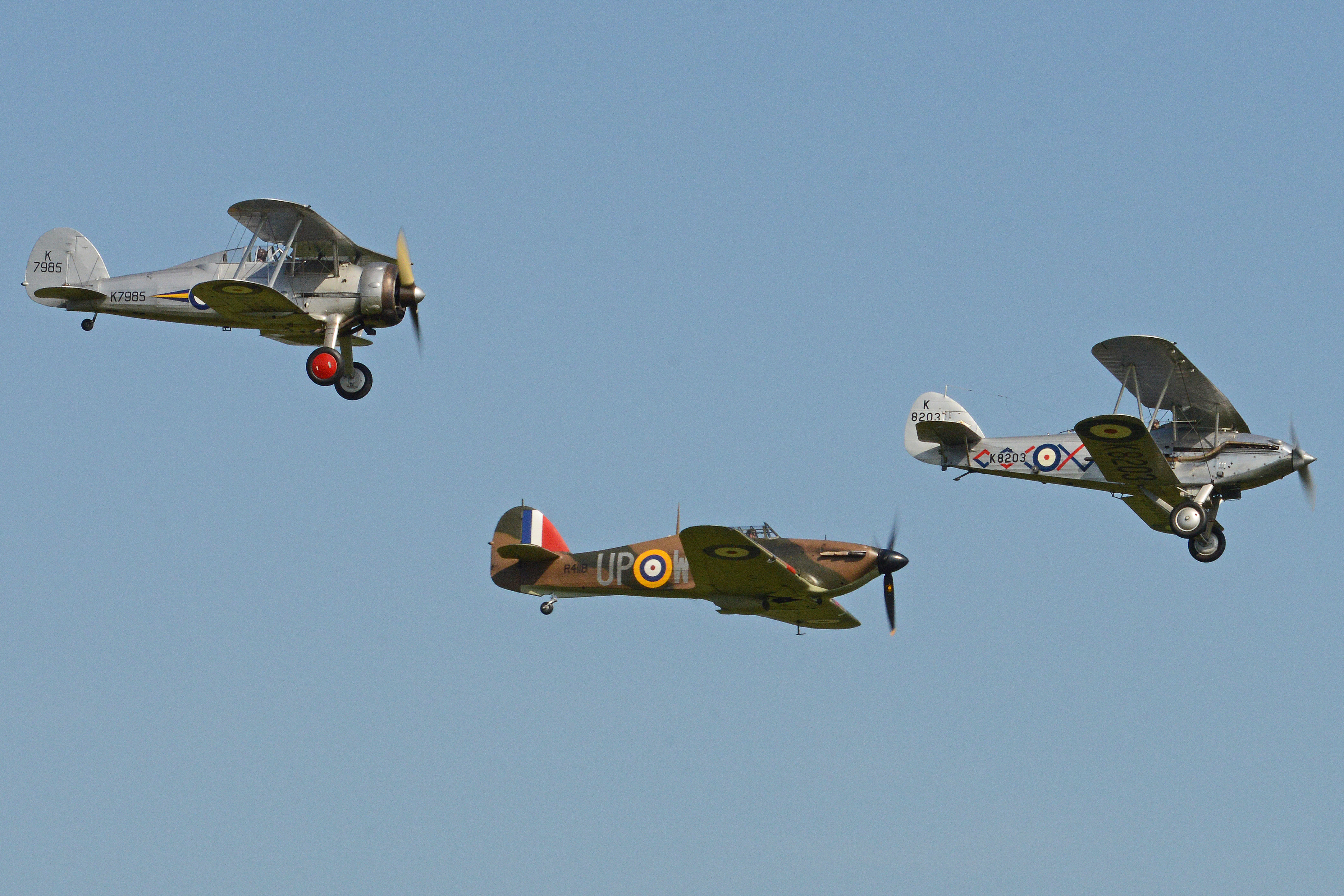
航空ショーで披露されるホーカー ハート（2機）とホーカー ハリケーンによる異種機編隊

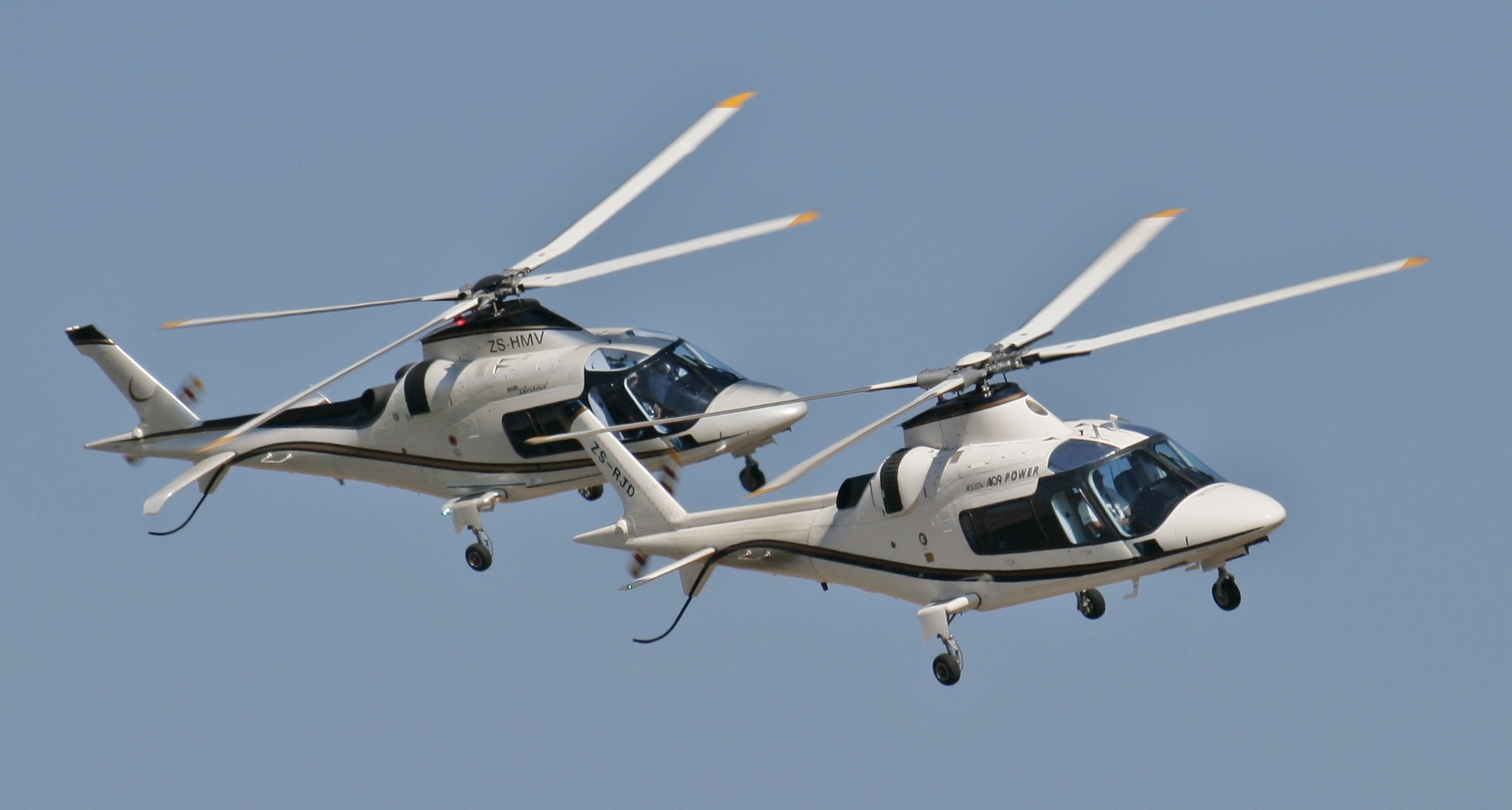
航空ショーで編隊飛行を披露するアグスタ A109

多くの国の航空法では操縦士の技能として必須とされず、複数機を同時に飛ばす必要があるため一般的には行われていないが、航空ショーや曲技飛行の演目でもあるため、曲技飛行を指導する専門的なフライトスクールでは編隊飛訓練が実施されている。日本では航空大学校で訓練が行われている。
長距離飛行では燃費が改善することから、エアバスでは燃費改善を目的とした旅客機の編隊飛行を提唱している。
日本では航空法第84条で規定されている。

## 隊形の一覧
- V字 - 英語では軍用機はVic formation、鳥の編隊はV formationと呼ばれる。
- ダイヤモンド - 菱形
- デルタ - 三角形
- トレイル - 縦1列
- アブレスト - 横1列

## 関連文献
- 中村寛治著　カラー図解でわかる航空力学「超」入門 ISBN 978-4797380019　サイエンス・アイ新書